# It's Complicated
It's Complicated is een Amerikaanse film uit 2009, die geschreven is door Nancy Meyers. De hoofdrolspelers van de film zijn Meryl Streep, Alec Baldwin en Steve Martin.

## Verhaal
Jane (Meryl Streep) is een gescheiden vrouw die eigenaar is van een succesvolle bakkerij in Santa Barbara. Na 10 jaar single te zijn geweest, heeft ze een goede band opgebouwd met haar ex-man Jake (Alec Baldwin), een succesvolle advocaat die een relatie heeft met de veel jongere Agness.
Jane en Jake gaan beiden naar het afstudeerfeest van hun zoon in New York. Tijdens een etentje ontwikkelt zich een affaire met haar ex-man Jake. Jane zit in tweestrijd; Jake is getrouwd met Agness, aan de andere kant vindt ze de relatie opwindend en afwisselend. Jake beschouwt het vooral als seks-op-bestelling.
Hun kinderen weten niets van de affaire. Harley (de verloofde van hun dochter Lauren) ziet hen echter wel in een hotel, maar besluit te zwijgen. Agness vermoedt niets aangezien Jake nog steeds seks met haar heeft. Pedro (de zoon van Agness) vermoedt echter wel wat doordat Jake constant belt vanuit de badkamer.
Ook een tweede man verschijnt in Janes leven: architect Adam (Steve Martin). Adam ontwerpt de uitbouw van Janes huis. Adam herstelt nog steeds van zijn scheiding en begint Jane leuk te vinden. Jane vraagt Adam mee naar een feestje van Harley en Lauren, waarbij het nogal uit de hand loopt door het roken van een joint.
Uiteindelijk ontdekt Adam dat Jane nog steeds op zoek is naar Jake. Adam kent zijn grenzen en wil Jane liever niet meer zien. De kinderen ontdekken het ook en vinden dit niet leuk. Jane besluit geen relatie met Jake aan te gaan, dus vertrekt Jake. Agness ontdekt de affaire met Jane en zet Jake het huis uit.

## Rolverdeling
| Acteur              | Personage     |
| ------------------- | ------------- |
| Meryl Streep        | Jane Adler    |
| Steve Martin        | Adam Schaffer |
| Alec Baldwin        | Jake Adler    |
| John Krasinski      | Harley        |
| Lake Bell           | Agness Adler  |
| Mary Kay Place      | Joanne        |
| Rita Wilson         | Trisha        |
| Alexandra Wentworth | Diane         |
| Hunter Parrish      | Luke Adler    |
| Zoe Kazan           | Gabby Adler   |
| Caitlin FitzGerald  | Lauren Adler  |
| Emjay Anthony       | Pedro Adler   |
| Nora Dunn           | Sally         |
| Bruce Altman        | Ted           |
| Robert Curtis Brown | Peter         |

## Muziek
De originele filmmuziek werd gecomponeerd en uitgevoerd door Hans Zimmer en Heitor Pereira. Pereira was ook de solist op de gitaar. Deze muziek werd alleen als digitaal soundtrackalbum uitgebracht door Back Lot Music.